# Vers (Lot)
Vers – miejscowość i dawna gmina we Francji, w regionie Oksytania, w departamencie Lot. W 2013 roku populacja gminy wynosiła 427 mieszkańców. Przez Vers przepływa rzeka Lot. 
W dniu 1 stycznia 2017 roku z połączenia dwóch ówczesnych gmin – Saint-Géry oraz Vers – utworzono nową gminę Saint-Géry-Vers. Siedzibą gminy została miejscowość Saint-Géry. 